# FTSE ADX General Index
Der FTSE ADX General Index ist ein Aktienindex aus den Vereinigten Emiraten. Die FTSE ADX-Indexreihe soll die Leistung von an der Abu Dhabi Securities Exchange (ADX) notierten Unternehmen darstellen und Anlegern eine umfassende und ergänzende Reihe von Indizes bieten, die die Leistung der wichtigsten Kapital- und Industriesegmente des Abu Dhabi-Aktienmarktes messen. Die FTSE ADX-Indexserie besteht aus dem FTSE ADX General Index und weiteren FTSE ADX Sektorindizes. Der Index wird von der britischen FTSE Russel aufgelegt und besteht seit 2022.

## Zusammensetzung
Per 31. Dezember 2024 waren folgende:
| Symbol & Name                                             | Marktkapitalisierung | KGV      | Dividende | Branche                |
| --------------------------------------------------------- | -------------------- | -------- | --------- | ---------------------- |
| IHCInternational Holding Company PJSC                     | 240.32 B USD         | 32.69    | 0,00 %    | Gesundheit             |
| TAQAAbu Dhabi National Energy Company                     | 95.37 B USD          | 44.32    | 1,31 %    | Utilities              |
| ADNOCGASADNOC Gas plc                                     | 70.94 B USD          | 14.52    | 4,69 %    | Energy minerals        |
| FABFirst Abu Dhabi Bank                                   | 43.64 B USD          | 9.89     | 4,88 %    | Finance                |
| EANDEmirates Telecom. Group Company (Etisalat Group) PJSC | 40.43 B USD          | 13.54    | 4,77 %    | Kommunikation          |
| ALPHADHABIAlpha Dhabi Holding PJSC                        | 30.99 B USD          | 13.14    | 1,75 %    | Industrial services    |
| ADCBAbu Dhabi Commercial Bank                             | 23.83 B USD          | 9.91     | 4,67 %    | Finanzen               |
| ADNOCDRILLADNOC Drilling Company PJSC                     | 23.49 B USD          | 19.31    | 3,20 %    | Industrie              |
| BOROUGEBorouge PLC                                        | 20.18 B USD          | 17.97    | 6,41 %    | Process industries     |
| ALDARAl Dar Properties                                    | 16.35 B USD          | 12.13    | 2,22 %    | Finanzen               |
| ADIBAbu Dhabi Islamic Bank                                | 15.4 B USD           | 10.97    | 4,58 %    | Finanzen               |
| ADNOCDISTAbu Dhabi National Oil Company For Distribution  | 12.23 B USD          | 17.73    | 5,71 %    | Energy minerals        |
| PUREHEALTHPure Health Holding PJSC                        | 10.63 B USD          | 34.03    | 0,00 %    | Health services        |
| ADNOCLSADNOC Logistics & Services plc                     | 10.42 B USD          | 14.10    | 2,55 %    | Transportation         |
| ADPORTSAbu Dhabi Ports Company PJSC                       | 6.85 B USD           | 24.44    | 0,00 %    | Transportation         |
| MULTIPLYMultiply Group PJSC                               | 6.42 B USD           | —        | 0,00 %    | Commercial services    |
| NMDCNMDC Group PJSC                                       | 5.79 B USD           | 7.37     | 2,97 %    | Industrial services    |
| FERTIGLBFertiglobe plc                                    | 5.6 B USD            | 25.79    | 6,29 %    | Process industries     |
| AMRAmericana Restaurants International PLC                | 5.5 B USD            | 36.49    | 2,37 %    | Consumer services      |
| APEXAPEX INVESTMENT P.S.C                                 | 4.51 B USD           | 2,906.67 | 0,00 %    | Non-energy minerals    |
| AGILITYAgility Global PLC                                 | 3.74 B USD           | —        | 0,00 %    | Transportation         |
| RAKBANKThe National Bank of Ras Al Khaimah                | 3.59 B USD           | 6.51     | 4,72 %    | Finanzen               |
| PRESIGHTPresight AI Holding PLC                           | 3.51 B USD           | 23.14    | 0,00 %    | Technologie            |
| BURJEELBURJEEL HOLDINGS PLC                               | 2.83 B USD           | 22.47    | 1,50 %    | Gesundheit             |
| NBFNational Bank of Fujairah                              | 2.54 B USD           | 14.24    | 2,27 %    | Finanzen               |
| SIBSharjah Islamic Bank                                   | 2.32 B USD           | 8.96     | 3,79 %    | Finanzen               |
| EMSTEELEMSTEEL BUILDING MATERIALS PJSC                    | 2.31 B USD           | 27.96    | 0,00 %    | Non-energy minerals    |
| ALEFEDTAlef Education Holding plc                         | 2.13 B USD           | 18.11    | 0,00 %    | Consumer services      |
| ADNHAbu Dhabi National Hotels Co.                         | 2.02 B USD           | 5.32     | 3,23 %    | Consumer services      |
| PHXPHOENIX GROUP PLC                                      | 1.99 B USD           | 8.47     | 0,00 %    | Finanzen               |
| DANADANA GAS PJSC                                         | 1.45 B USD           | 9.88     | 0,00 %    | Energy minerals        |
| AGTHIAAGTHIA Group                                        | 1.39 B USD           | 16.55    | 3,18 %    | Process industries     |
| NBQNational Bank of Umm Al Qaiwain                        | 1.25 B USD           | 8.90     | 6,52 %    | Finanzen               |
| ICAPInvestcorp Capital PLC                                | 1.16 B USD           | 11.00    | 9,90 %    | Finanzen               |
| RAKPROPRAK Properties                                     | 970.05 M USD         | 12.07    | 2,38 %    | Finanzen               |
| ADNICAbu Dhabi National Insurance Company                 | 968.5 M USD          | 9.26     | 7,20 %    | Finanzen               |
| WAHAWaha Capital Company                                  | 844.88 M USD         | 5.91     | 6,41 %    | Finanzen               |
| DRIVEEmirates Driving Company                             | 814.3 M USD          | 10.79    | 6,12 %    | Consumer services      |
| UABUnited Arab Bank                                       | 807.44 M USD         | 11.56    | 0,00 %    | Finanzen               |
| RAKCECRAK Ceramics PJSC                                   | 696.98 M USD         | 11.07    | 7,75 %    | Producer manufacturing |
| ADAVIATIONAbu Dhabi Aviation Co.                          | 679.57 M USD         | 3.44     | 4,45 %    | Transport              |
| NCTHNational Corporation for Tourism & Hotels             | 620.8 M USD          | 33.69    | 0,00 %    | Consumer services      |
| E7E7 Group PJSC                                           | 570.69 M USD         | —        | 0,00 %    | Finanzen               |
| BOSBank of Sharjah                                        | 550.24 M USD         | 18.46    | 0,00 %    | Finance                |
| JULPHARGulf Pharmaceutical Industries                     | 483.65 M USD         | —        | 0,00 %    | Pharma                 |
| GMPCGulf Medical Projects Company                         | 395.22 M USD         | 22.37    | 4,81 %    | Medizin                |
| CBICommercial Bank International                          | 354.24 M USD         | 6.95     | 0,00 %    | Finanzen               |
| ADSBAbu Dhabi Ship Building Co.                           | 353.86 M USD         | 22.86    | 1,63 %    | Producer manufacturing |
| EICEmirates Insurance Co.                                 | 324.19 M USD         | 9.96     | 6,92 %    | Finanzen               |
| ESHRAQESHRAQ INVESTMENTS P.J.S.C                          | 254.2 M USD          | —        | 0,00 %    | Finanzen               |
| ABNICAl Buhaira National Insurance Company                | 206.61 M USD         | —        | 0,00 %    | Finanzen               |
| FHFinance House                                           | 186.08 M USD         | 143.13   | 0,00 %    | Finanzen               |
| AWNICAl Wathba National Insurance Co.                     | 180.08 M USD         | —        | 7,81 %    | Finanzen               |
| RAKWCTRAK Co. for White Cement & Construction Materials   | 161.81 M USD         | 15.25    | 0,00 %    | Non-energy minerals    |
| TKFLAbu Dhabi National Takaful Co.                        | 149.86 M USD         | 4.92     | 5,71 %    | Finanzen               |
| DDHAFRAAl Dhafra Insurance Co.                            | 146.8 M USD          | 13.98    | 6,48 %    | Finanzen               |
| FBIFujairah Building Industries P.S.C                     | 128.28 M USD         | 20.75    | 8,65 %    | Non-energy minerals    |
| KICOAL KHALEEJ Investment                                 | 123.32 M USD         | 35.96    | 0,00 %    | Finanzen               |
| ALAINAl Ain Alahlia Insurance Co.                         | 118.26 M USD         | —        | 6,90 %    | Finanzen               |
| QICUmm Al Qaiwain General Investment Co. P.S.C            | 107.57 M USD         | 26.28    | 5,50 %    | Finanzen               |
| SCIDCSharjah Cement and Industrial Development Co.        | 105.17 M USD         | 10.50    | 0,00 %    | Non-energy minerals    |
| HHHILY HOLDING PJSC                                       | 96.56 M USD          | 30.36    | 0,00 %    | Finanzen               |
| SUDATELSudatel Telecommunications Group Company Limited   | 90.97 M USD          | —        | 20,33 %   | Communications         |
| BILDCOAbu Dhabi National Co. for Building Materials       | 88.08 M USD          | —        | 0,00 %    | Non-energy minerals    |
| SSICOSharjah Insurance Company                            | 67.29 M USD          | 239.13   | 4,24 %    | Finanzen               |
| GCEMGulf Cement Co.                                       | 60.27 M USD          | —        | 0,00 %    | Non-energy minerals    |
| HAYAHHayah Insurance Company P.J.S.C                      | 59.81 M USD          | 227.66   | 0,00 %    | Finanzen               |
| UNIONUnion Insurance Company                              | 52.63 M USD          | 10.69    | 0,00 %    | Finanzen               |
| RAPCORAPCO Investment PJSC                                | 42.37 M USD          | 9.07     | 0,00 %    | Process industries     |
| ARAMAram Group                                            | 36.47 M USD          | 21.52    | 0,00 %    | Finanzen               |
| IHInsurance House                                         | 29.06 M USD          | —        | 0,00 %    | Finanzen               |
| FCIFujairah Cement Industries                             | 29.02 M USD          | —        |           |                        |